# World Rugby Women's Sevens Series 2019-2020
Ne doit pas être confondu avec World Rugby Sevens Series 2019-2020.
Navigation
2018-2019 2021-2022
Les World Rugby Women's Sevens Series 2019-2020, officiellement le tournoi féminin des HSBC World Rugby Sevens Series, est la 8e édition de la série mondiale féminine de rugby à sept, la plus importante compétition internationale de rugby à sept. Elle se déroule du 5 octobre 2019 au 31 mai 2020.
La fin de la saison est marquée par la pandémie de Covid-19.

## Présentation
Le circuit féminin des Sevens Series est composé de huit étapes pour la saison 2019-2020. Six des étapes sont organisées de manière conjointe avec celles du circuit masculin,.
- Premier bloc : tournoi de Glendale
- Deuxième bloc: tournois de Dubaï et du Cap
- Troisième bloc : tournoi de Hamilton et de Sydney
- Quatrième bloc : tournoi de Hong Kong
- Cinquième bloc : tournoi de Langford
- Sixième bloc : tournoi de Paris

Au terme de chaque étape, des points sont attribués à chaque équipe en fonction de leur classement. L'équipe comptant le plus de points à la fin du circuit remporte le titre.
L'équipe permanente comptant le moins de points à l'issue du circuit est reléguée et remplacée par celle ayant remporté le tournoi qualificatif de Hong Kong.
La saison est marquée par la pandémie de Covid-19 ayant conduit à l'annulation des trois dernières étapes du tournoi ; les classements généraux sont de fait figés, décernant ainsi le titre de champion aux Néo-Zélandaises. Par ailleurs, aucune équipe permanente n'est reléguée au terme de cette saison.

## Équipes
Onze équipes participent aux Sevens Series en tant qu'équipes permanentes. Parmi elles, le Brésil a acquis ce statut en remportant le tournoi qualificatif de Hong Kong en avril 2019.
- Angleterre
- Australie
- Brésil
- Canada
- Espagne
- États-Unis
- Fidji
- France
- Irlande
- Nouvelle-Zélande
- Russie

Les équipes suivantes sont invitées pour participer en tant que 12e équipe à au moins un des tournois :
- Afrique du Sud
- Chine
- Japon

## Étapes
| Étape            | Date                   | Lieu                          | Vainqueur        |
| ---------------- | ---------------------- | ----------------------------- | ---------------- |
| États-Unis       | 5 au 6 octobre 2019    | Infinity Park, Glendale       | États-Unis       |
| Dubaï            | 5 au 7 décembre 2019   | The Sevens Stadium, Dubaï     | Nouvelle-Zélande |
| Afrique du Sud   | 13 au 15 décembre 2019 | Cape Town Stadium, Le Cap     | Nouvelle-Zélande |
| Nouvelle-Zélande | 25 au 26 janvier 2020  | FMG Stadium Waikato, Hamilton | Nouvelle-Zélande |
| Australie        | 1er au 2 février 2020  | Bankwest Stadium, Parramatta  | Nouvelle-Zélande |
| Hong Kong        | tournoi annulé         | Hong Kong Stadium, Hong Kong  | tournoi annulé   |
| Canada           | tournoi annulé         | Stade Westhills, Langford     | tournoi annulé   |
| France           | tournoi annulé         | Stade Jean-Bouin, Paris       | tournoi annulé   |

## Classement général
| Rang               | Équipe               | Glendale | Dubaï | Le Cap | Hamilton | Sydney | Hong Kong | Langford | Paris | Total |
| ------------------ | -------------------- | -------- | ----- | ------ | -------- | ------ | --------- | -------- | ----- | ----- |
| Médaille d'or      | Nouvelle-Zélande (T) | 16       | 20    | 20     | 20       | 20     | -         | -        | -     | 96    |
| Médaille d'argent  | Australie            | 18       | 14    | 18     | 14       | 16     | -         | -        | -     | 80    |
| Médaille de bronze | Canada               | 10       | 18    | 16     | 18       | 18     | -         | -        | -     | 80    |
| 4                  | France               | 14       | 12    | 14     | 16       | 14     | -         | -        | -     | 70    |
| 5                  | États-Unis           | 20       | 16    | 12     | 12       | 6      | -         | -        | -     | 66    |
| 6                  | Russie               | 8        | 10    | 6      | 8        | 8      | -         | -        | -     | 40    |
| 7                  | Fidji                | 2        | 8     | 10     | 6        | 12     | -         | -        | -     | 38    |
| 8                  | Angleterre           | 4        | 4     | 8      | 10       | 10     | -         | -        | -     | 36    |
| 9                  | Espagne              | 12       | 6     | 4      | 3        | 3      | -         | -        | -     | 28    |
| 10                 | Irlande              | 6        | 3     | 2      | 2        | 2      | -         | -        | -     | 15    |
| 11                 | Japon                | 3        | 1     | 0      | 0        | 4      | -         | -        | -     | 8     |
| 12                 | Brésil (P)           | 1        | 2     | 1      | 1        | 1      | -         | -        | -     | 6     |
| 13                 | Chine                | 0        | 0     | 0      | 4        | 0      | -         | -        | -     | 4     |
| 14                 | Afrique du Sud       | 0        | 0     | 3      | 0        | 0      | -         | -        | -     | 3     |

|  | Qualifiée pour l'édition 2021.                                                             |
|  | Reléguée.                                                                                  |
|  | Équipe invitée.                                                                            |
|  | T : tenante du titre P : promue Q : qualifiée à la suite des Sevens Challenger Series 2020 |

Après chaque étape, les points sont attribués à chaque équipe suivant le barème suivant :
| Rang | Points | Rang | Points |
| ---- | ------ | ---- | ------ |
| 1    | 20     | 7    | 8      |
| 2    | 18     | 8    | 6      |
| 3    | 16     | 9    | 4      |
| 4    | 14     | 10   | 3      |
| 5    | 12     | 11   | 2      |
| 6    | 10     | 12   | 1      |

## Classements individuels et distinctions

### Meilleures marqueuses
| Rang | Joueuse        | Essais marqués |
| ---- | -------------- | -------------- |
| 1    | Stacey Fluhler | 31             |
| 2    | Ellia Green    | 26             |
| 3    | Alev Kelter    | 21             |
| 4    | Bianca Farella | 18             |
| 4    | Emma Tonegato  | 18             |
| 4    | Kelly Brazier  | 18             |

### Meilleures réalisatrices
| Rang | Joueuse          | Points marqués |
| ---- | ---------------- | -------------- |
| 1    | Alev Kelter      | 171            |
| 2    | Ghislaine Landry | 170            |
| 3    | Ellia Green      | 164            |
| 4    | Stacey Fluhler   | 155            |
| 5    | Tyla Nathan-Wong | 139            |

### Distinctions

#### Impact Player
| Rang | Joueuse          | Points |
| ---- | ---------------- | ------ |
| 1    | Stacey Fluhler   | 279    |
| 2    | Emma Tonegato    | 242    |
| 3    | Coralie Bertrand | 222    |
| 4    | Bianca Farella   | 220    |
| 5    | Kelly Brazier    | 219    |

#### Autres distinctions
| Distinctions        | Joueuse          |
| ------------------- | ---------------- |
| Mark of Excellence  | Tyla Nathan-Wong |
| Pressure Play Award | Lina Guérin      |
| Momentum Tracker    | Équipe des Fidji |
| Top Try Scorer      | Stacey Fluhler   |

### Équipe type
| Poste    | Joueuse          |
| -------- | ---------------- |
| Arrières | Stacey Fluhler   |
| Arrières | Ghislaine Landry |
| Arrières | Tyla Nathan-Wong |
| Arrières | Kristi Kirshe    |
| Avants   | Brittany Benn    |
| Avants   | Sharni Williams  |
| Avants   | Ruby Tui         |